# Sharp
Das Unternehmen Sharp K.K. (japanisch シャープ株式会社, Shāpu Kabushiki-gaisha) ist ein japanischer Elektronikkonzern.

## Geschichte

### Von Hayakawa Metals zu Hayakawa Electric

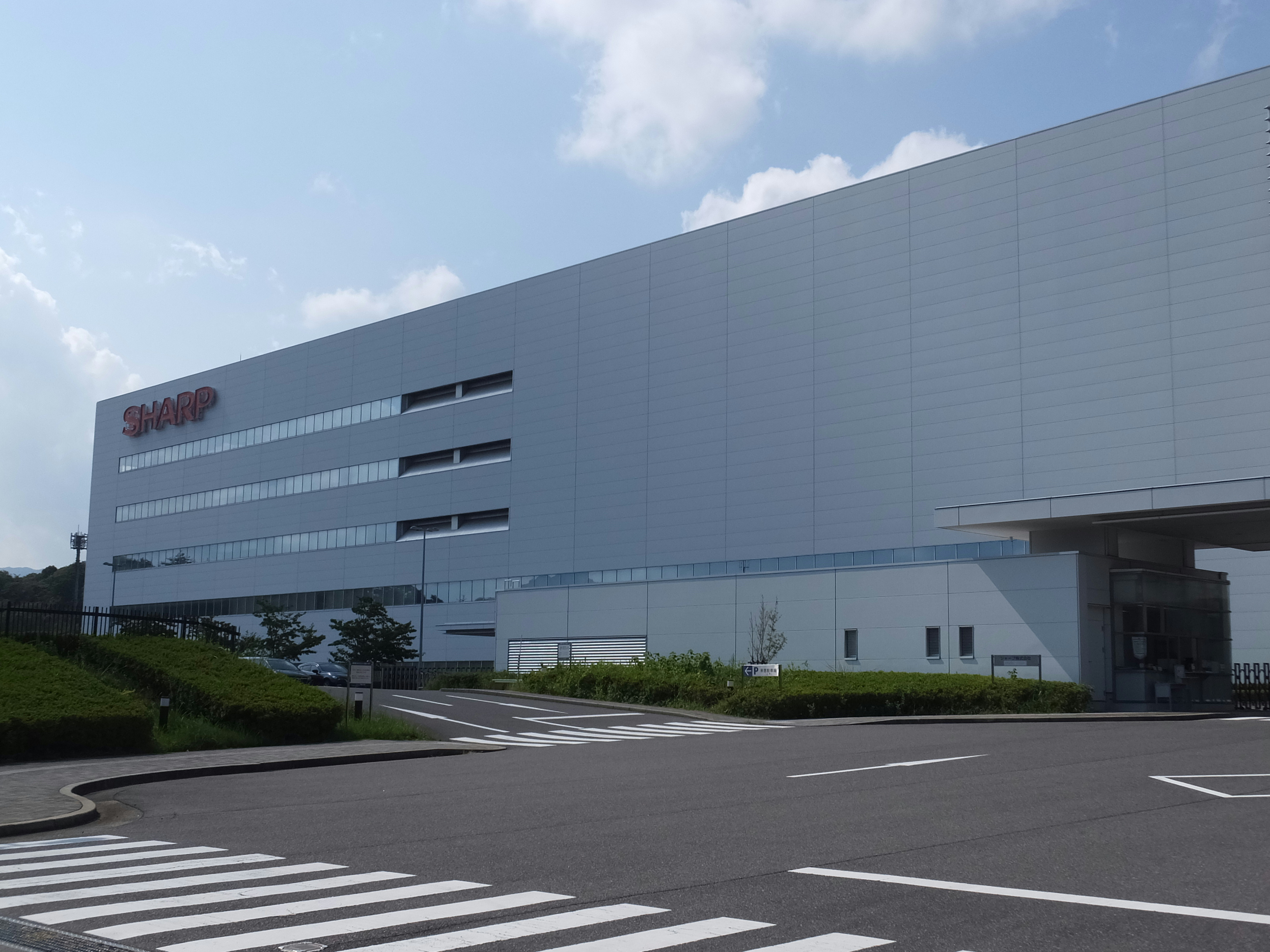
Sharp-Werk No. 1 in Kameyama, in der japanischen Präfektur Mie

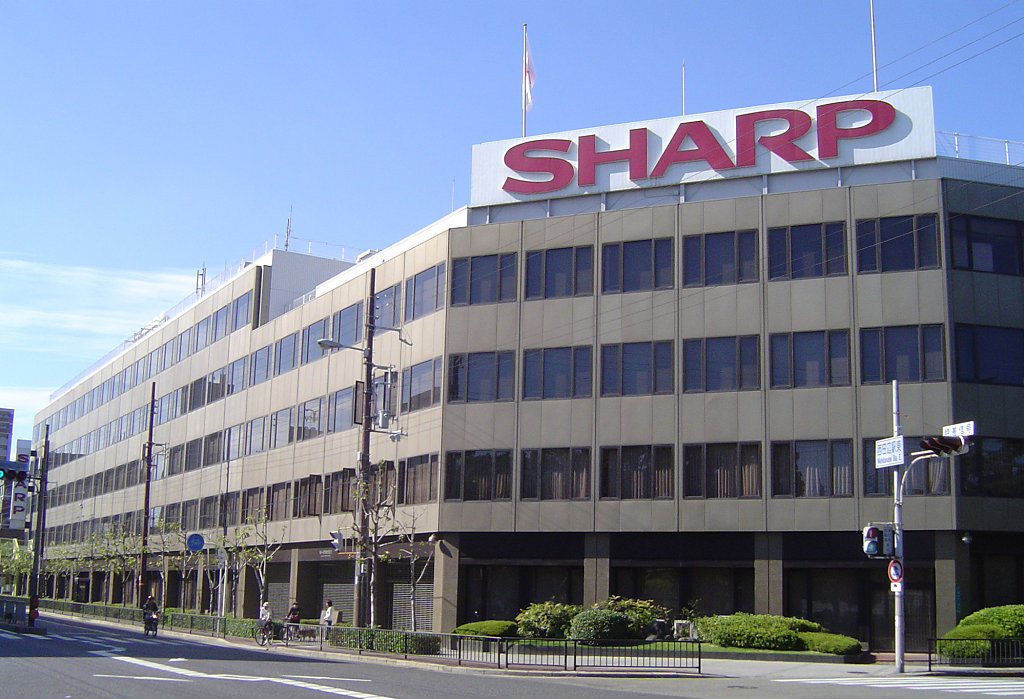
Ehemalige Konzernzentrale im Stadtteil Abeno-ku in Osaka

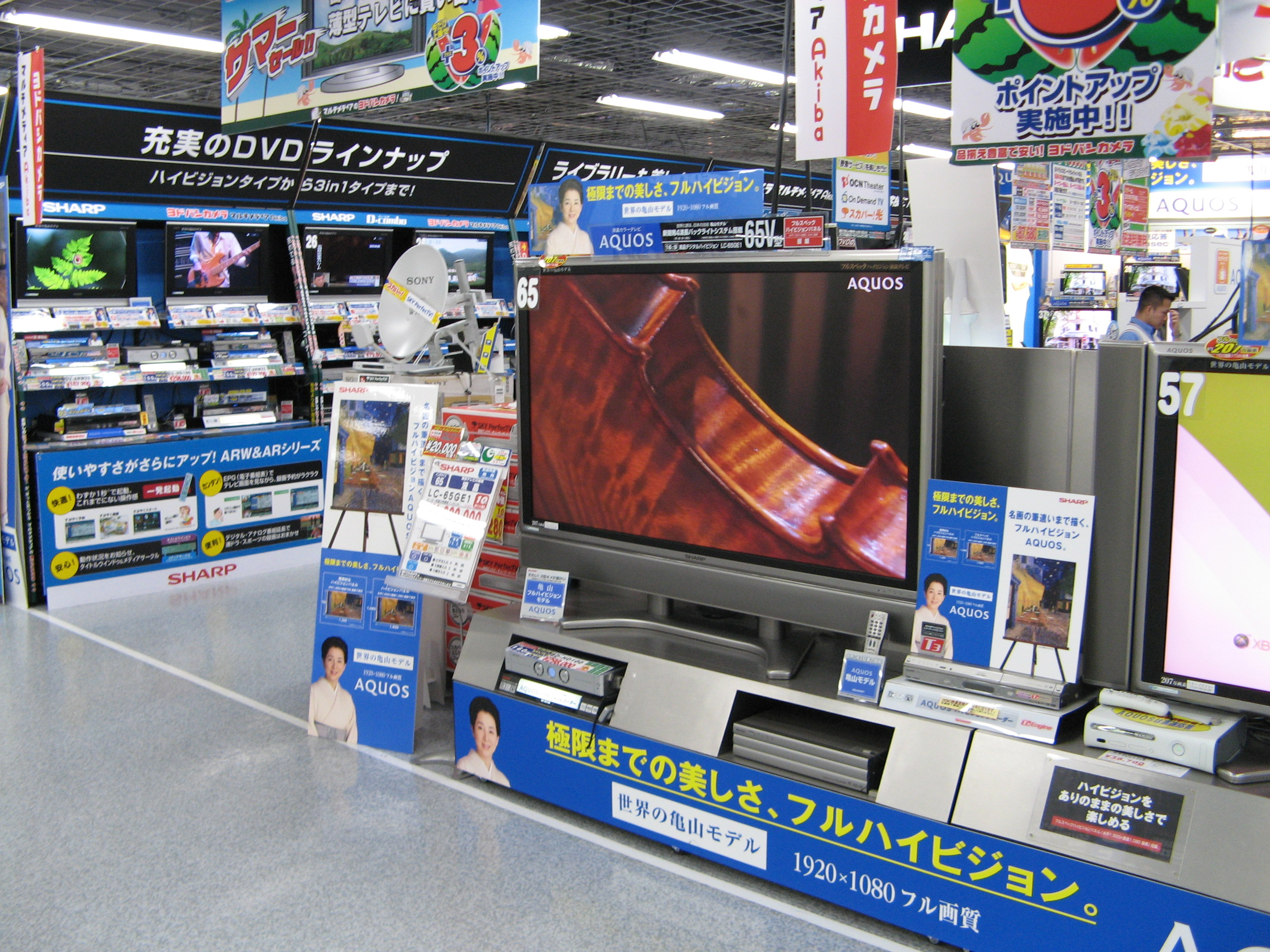
LCD-Fernseher der Aquos-Serie, ausgestellt in einem Fachmarkt in Akihabara, Tokio, um 2006

1912 gründete der Geschäftsmann und Erfinder Tokuji Hayakawa in Tokyo eine Werkstatt für Metallverarbeitung unter dem Namen Hayakawa Metals. Kurz zuvor hatte er eine Technik für Gürtelschnallen erfunden und sich patentieren lassen, die zum Schließen keine Löcher im Gürtel erforderte. Auf den Erfolg dieses als „Tokubijō“ vermarkteten ersten Produkts folgen weitere Erfindungen und das Unternehmen produzierte Wasserhähne oder Teile für den Bau von Regenschirmen. 1915 entwickelte Hayakawa den „Hayakawa Mechanical Pencil“, einen mechanischen Bleistift, und machte diesen Stifttyp populär. Dieser Bleistift wurde dann auch im Ausland patentiert. 1923, nach dem Großen Kantō-Erdbeben, siedelte das Unternehmen nach Osaka um. Dort entstand 1925 das erste japanische Radio auf Kristalldetektor-Basis, dem 1929 ein Gerät mit Radioröhren folgte. Ab 1931 beschäftigte sich das Unternehmen als erster privater Hersteller in Japan mit Experimenten zum Fernsehen. 1935 ging das Unternehmen an die Börse. Ab 1942 firmierte es unter Hayakawa Electric.

### Sharp
Seit 1953 nahm das Unternehmen eine Lizenz für Fernseher und produzierte diese als erstes japanisches Unternehmen in Serie, und zwar unter dem Namen Sharp. Der Name soll sich aus der Werbebezeichnung für den populären mechanischen Bleistift „Ever-Ready Sharp Pencil“, später verkürzt zu „Ever-Sharp Pencil“ ergeben haben.
1962 begann Sharp die ersten Mikrowellen-Kochgeräte zu bauen und 1963 startete die Serienproduktion von Solarzellen und Siliziumfotoelementen. 1964 baute Sharp einen der ersten transistorbasierten Tischrechner Compet, der heute in der technischen Abteilung des British Museum zur ständigen Ausstellung gehört. 1969 folgte der ersten Rechner mit LSI-ICs, den QT-8D, 1971 der auf der Elektronik des QT-8D basierenden ersten mobilen elektronischen Taschenrechner EL-8 und 1973 der erste LCD-Taschenrechner. Treibende Kraft war Tadashi Sasaki (* 1915, † 2018), der US-Erfahrungen besaß. In den 1980er Jahren war Sharp maßgeblich an der Entwicklung von portablen Computern beteiligt; neben IBM-kompatiblen Laptops waren vor allem die in BASIC programmierbaren sogenannten Pocketcomputer bekannt. 1981 gelang Sharp die Massenproduktion von Laserabtasteinheiten für CD-Spieler.
Heute hat Sharp Zweigstellen in 30 Staaten und verkauft seine Produkte in 164 Ländern. Die Produktpalette reicht von Unterhaltungselektronik (insbesondere LCD-TVs und Audiosysteme) und Weißer Ware (z. B. Mikrowellengeräte) über digitale Informationssysteme (z. B. Multifunktionsgeräte, PDAs) und Mobiltelefone bis hin zu Solarmodulen. Darüber hinaus zählt die Entwicklung digitaler Kerntechnologien und Komponenten für elektronische Produkte (u. a. Opto-, Infrarot- und Flash-Memory-Elektronik) zu den Kernkompetenzen von Sharp.
Ab 1968 war Sharp auch in Europa vertreten. Zunächst wurde die Tochtergesellschaft Sharp Electronics Europe GmbH mit Sitz in Hamburg gegründet. Im Jahr 1986 folgte eine Niederlassung in Österreich. Ab 1994 übernahm die Zentrale in Wien die Verantwortung für den osteuropäischen Raum (Central and Eastern European).
Sharp gehörte mit einem Marktanteil von weltweit 17 % ab 1999 zu den Weltmarktführern bei der Herstellung von Solarzellen und im Bereich der LC-Displays (Stand: April 2007). Im Jahr 2001 stellte das Unternehmen mit dem LC-C1 den ersten Aquos-LCD-Fernseher vor und läutete damit das Zeitalter der LCD-Fernseher ein. Daraufhin wurden LCD-Geräte die umsatzstärkste Sparte des Unternehmens.
Ende 2007 ging Sharp eine strategische Partnerschaft mit Pioneer ein, um den steigenden Kosten der Entwicklung neuer Produkte zu begegnen. Im April 2013 entschied sich Sharp, seine Pioneer-Anteile wieder zu veräußern.
Ende Oktober 2011 gab Sharp bekannt, dass das Unternehmen wieder im europäischen Mobilfunkmarkt aktiv wird, und stellte das Aquos SH80F mit Android-Betriebssystem vor. 2012 feierte das Unternehmen seinen 100. Geburtstag.
In der ersten Hälfte seines bis Ende März 2013 laufenden Bilanzjahres brach der Umsatz um 16 Prozent auf rund elf Milliarden Euro ein. Der Verlust stieg auf 3,6 Milliarden Euro. Im November 2012 erhöhte Sharp die Verlustprognose – zum zweiten Mal innerhalb weniger Monate – auf 4,5 Milliarden Euro.
Nach einem Jahresverlust von 1,6 Mrd. Euro zum 31. März 2015 durch Preisdruck gab Sharp am 14. Mai die Streichung von 3000 Stellen bekannt, plante den Verkauf der Konzernzentrale in Osaka und weitere Kündigungen. Im August 2015 übernahm der chinesische Elektronikkonzern Hisense das TV-Geschäft in Nord- und Südamerika, einschließlich Marke und einem Werk in Mexiko. Aufgrund von Qualitätsmängeln in der Fernsehproduktion und der damit verbundenen Markennamenschädigung versucht Sharp seit 2017 die Übernahme rückgängig zu machen. Aktuell streiten sich die Parteien vor Gericht.
Im März 2020 wurde eine Beteiligung von 66 Prozent an der Monitor-Herstellung der NEC Corporation bekannt gegeben.

### Foxconn
Im Jahr 2016 erwarb das taiwanische Unternehmen Foxconn Technology Group mit Sitz in Taipeh einen Anteil von 66 % an Sharp zum reduzierten Preis von 389 Mrd. Yen, nachdem Sharp ein weiteres Verlustjahr mit einem operativen Verlust von 162 Mrd. Yen per Ende März 2016 aufgewiesen hatte. Dabei entstand der größte Verlust im Segment „Display Devices“ mit LCD-Flachbildschirmen.

### Sharp in Europa
Die Krise im Fernsehermarkt führt dazu, dass Sharp am 26. September 2014 den europäischen Vertrieb der Marke Sharp an das slowakische Unternehmen Universal Media Corporation (UMC) verkaufte. Ende 2014 erwarb UMC Sharps LCD-TV-Fabrik in Polen mit 650 Mitarbeitern. Im Februar 2015 erfolgte der Verkauf einer komplett neuen Produktlinie aus dem übernommenen Werk in Toruń inklusive neuer grafischer Benutzeroberfläche nach europäischen Gestaltungsanforderungen. Die neue Produktlinie gewann Design-Preise beim Red Dot Design Award in der Kategorie Unterhaltungselektronik 2016. Die Design-Auszeichnung ist die erste öffentliche Anerkennung des UMC-eigenen Design Centers in Polen.
Am 22. Februar 2017 erwarb die Sharp Corporation einen 56,7-%-Anteil an UMC. Sharp verfügt damit wieder über die Markenrechte und eine eigene Fernseherherstellung in Europa. Im Januar 2020 wurde UMC komplett übernommen. Damit hat Sharp neben den Lizenzrechten für Blaupunkt-TV-Geräte auch wieder die alleinige Kontrolle über sein Europa-Geschäft mit der Marke Sharp zurückerlangt.

## Produktauswahl

Produkt-Fotos
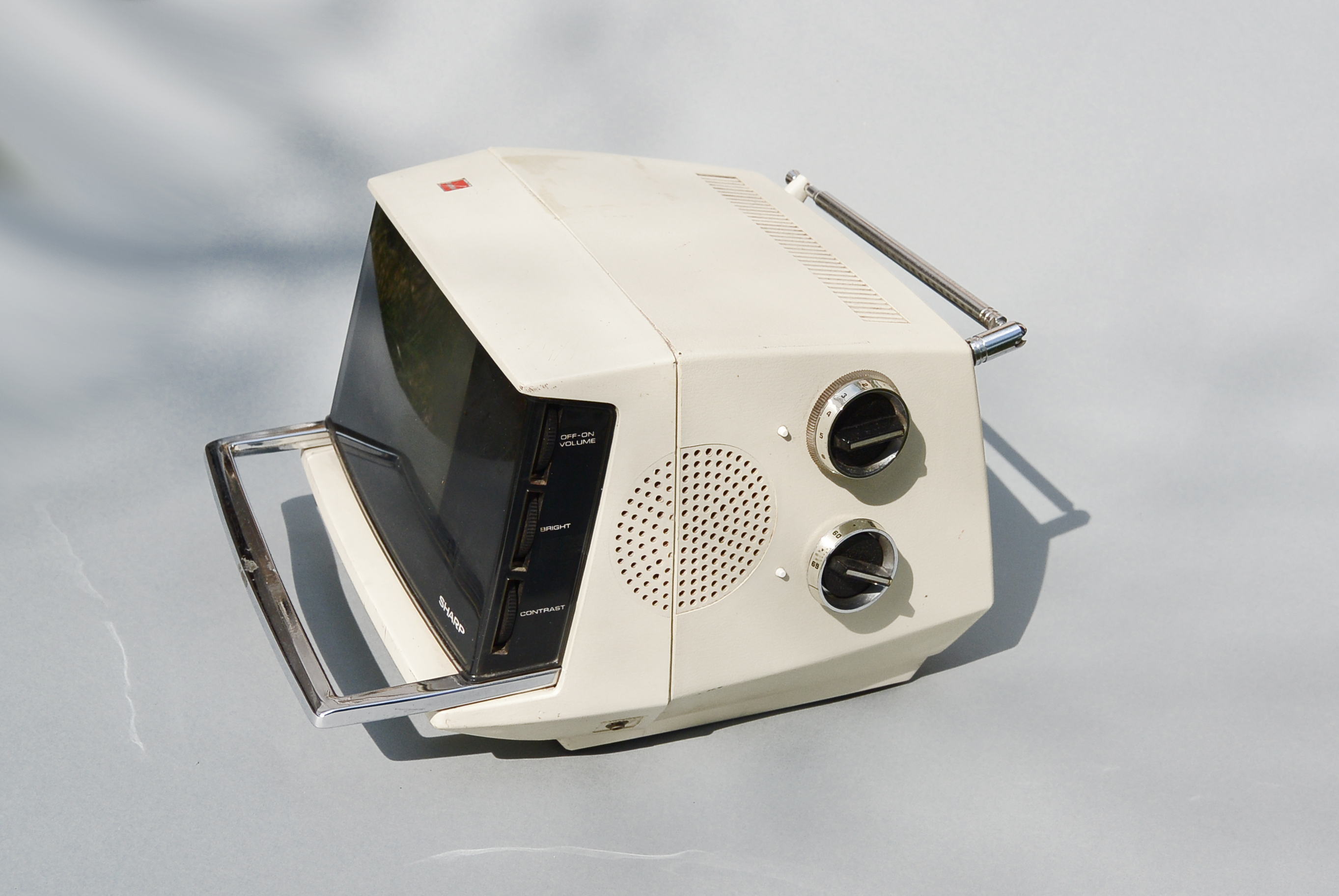
Tragbarer Fernseher
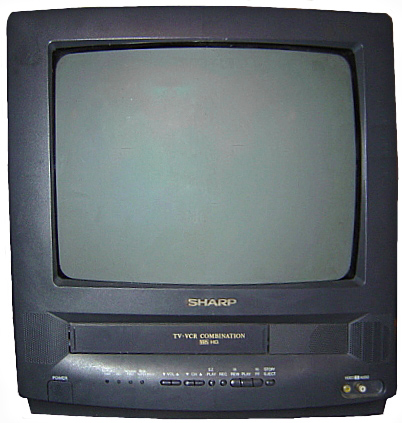
Fernseh-/Videorekorder-Kombigerät
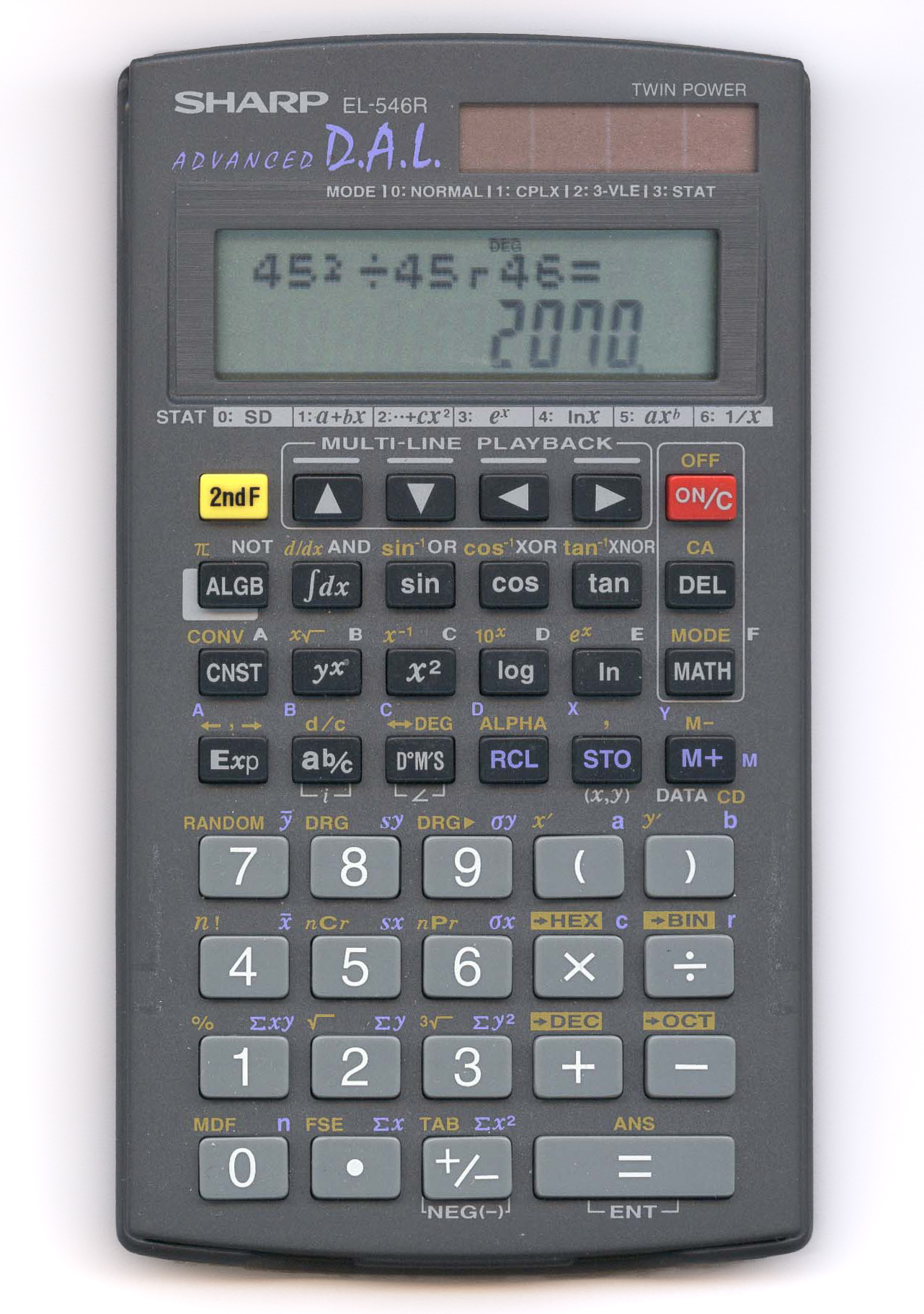
EL-546R, wissenschaftlicher Taschenrechner
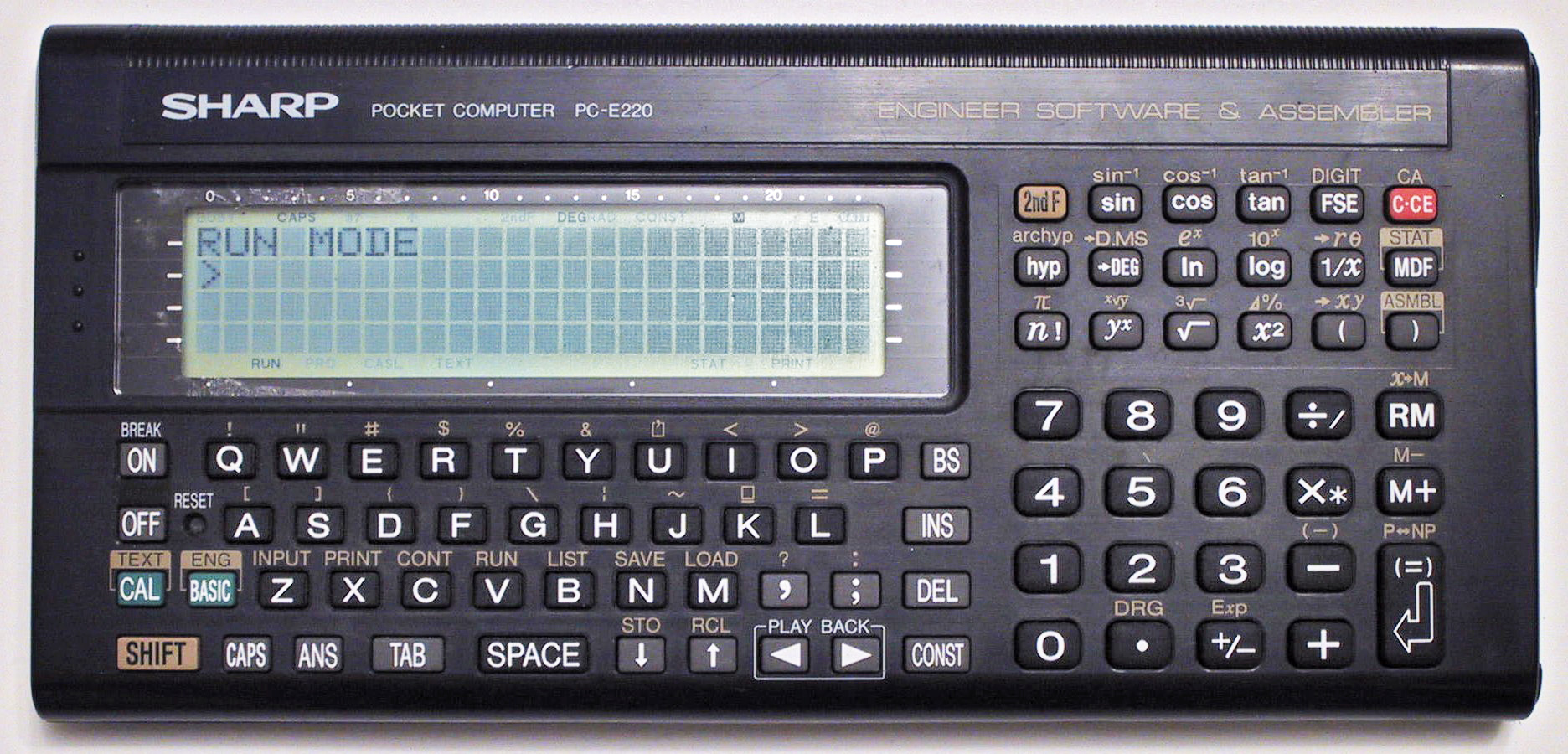
PC-E220
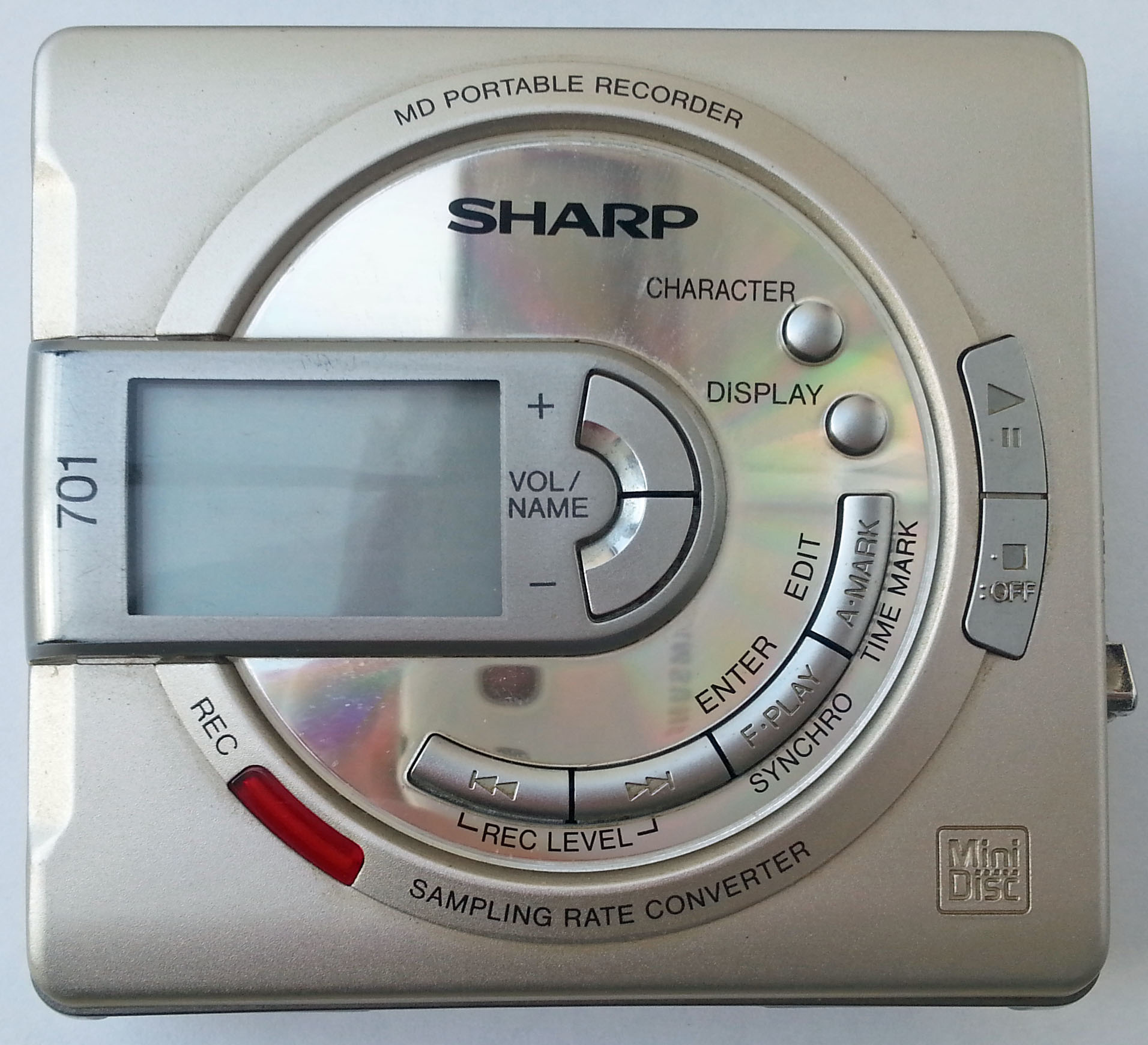
MiniDisc-Spieler MD-MS701H
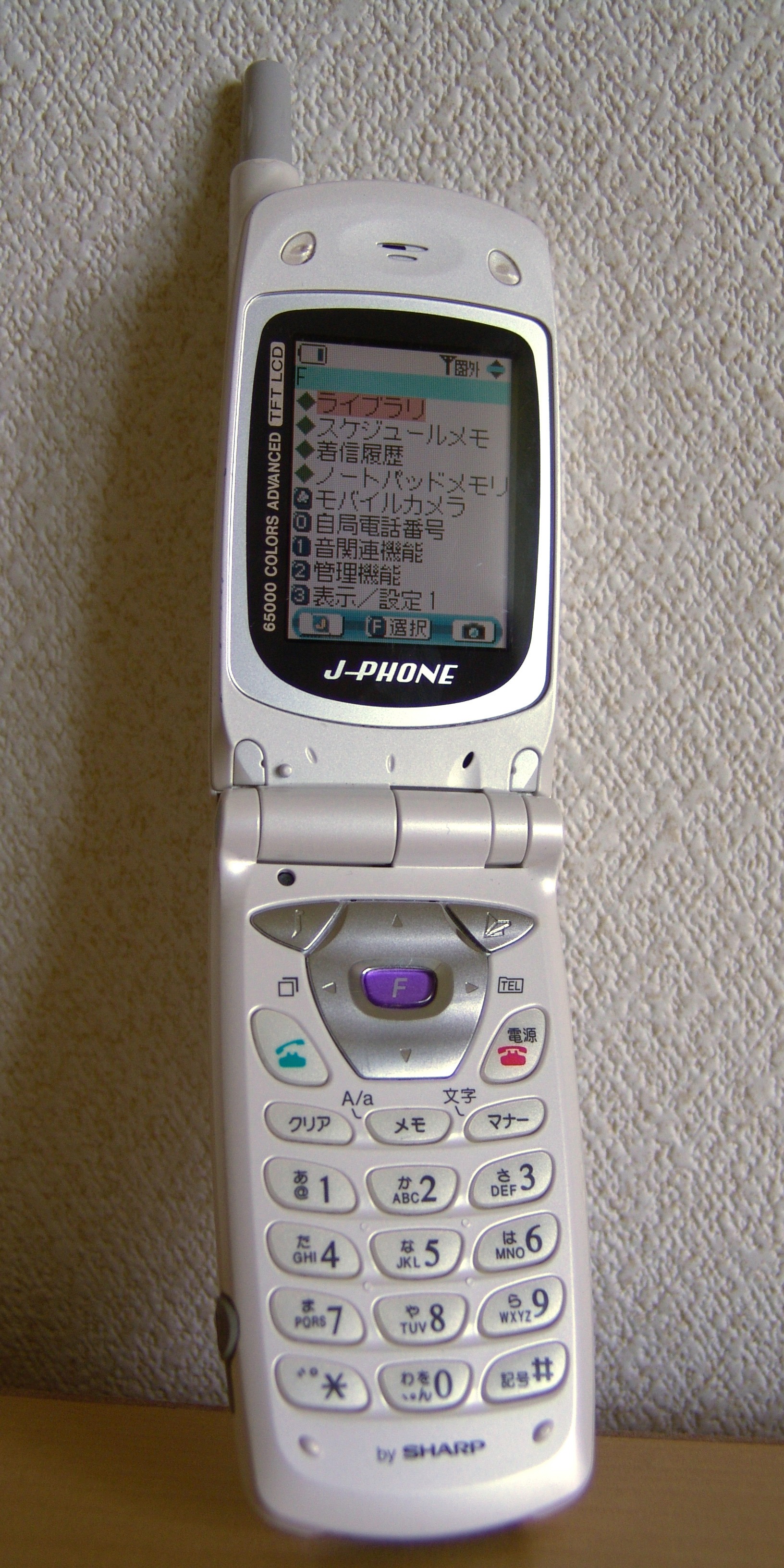
Mobiltelefon J-SH07, etwa 2001
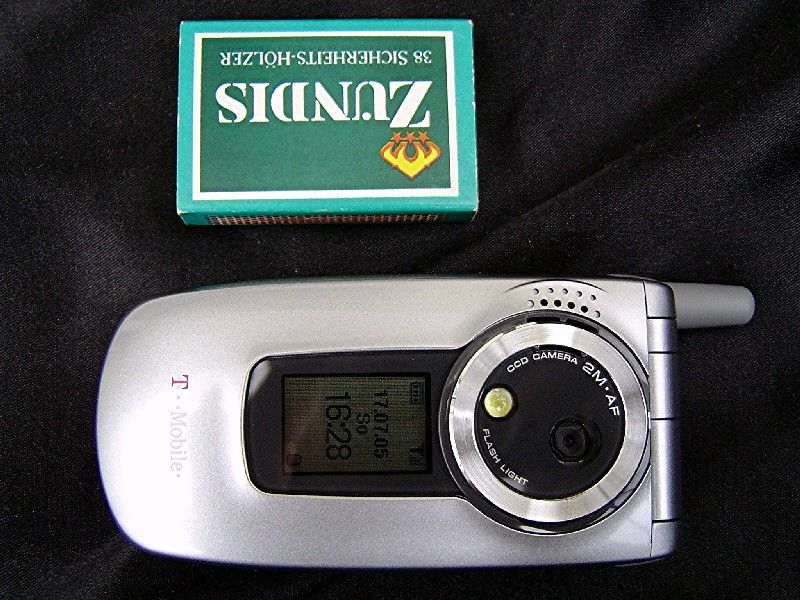
TM 200, Fotohandy mit 2-Megapixel-Kamera
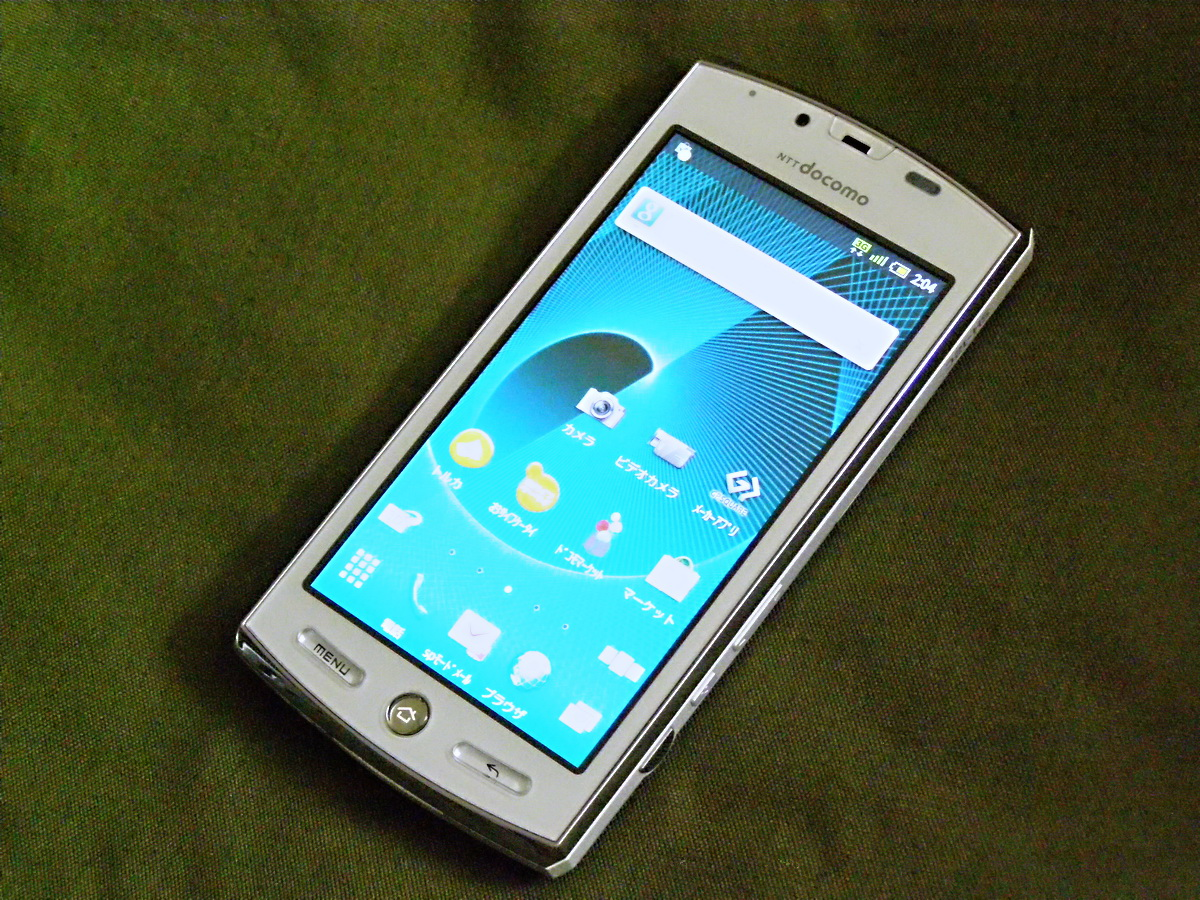
AQUOS SH-12C, Smartphone, etwa 2011